# 2019年阿富汗邁丹城襲擊
2019年1月21日，塔利班武裝分子襲擊阿富汗中部迈丹城的一個軍事基地，造成大量阿富汗國安部隊士兵死亡，襲擊發生期間塔利班正與美國進行停火協議談判。裝有爆炸物的車輛首先衝過基地的檢查站，駛往軍事基地，武裝份子其後引爆炸彈。爆炸過後，兩名槍手闖入基地並向士兵開槍，最終武裝分子被擊斃。阿富汗國防部高級官員表示126人在襲擊中死亡。塔利班承認策劃襲擊並表示死亡人數超過190人。阿富汗國家安全局則表示36名軍人被殺。

## 襲擊
襲擊者駕駛滿載爆炸品的車輛，越過軍方檢查站並進入瓦尔达克省首府的國家安全局軍營的訓練中心，隨後引爆炸彈。其後二至五名塔利班槍手開始槍擊阿富汗士兵。根據國防部官員，塔利班用作盛載炸彈的是悍馬汽車，該車是塔利班在政府軍那裡偷來的。襲擊發生的同日，塔利班代表正與美國代表蘇眉·哈利勒扎德在卡塔尔進行和平談判。瓦尔达克省議會議員謝里夫·何德（Sharif Hotak）表示「爆炸威力十分強大，整棟建築物都倒塌」。

## 傷亡
地方政府官員並沒有公佈官方死亡數字，並向傳媒表示有關行為或「有損道德」。國家安全局則表示36死58傷。瓦尔达克省議會副議長穆罕默德·薩達爾·伯佳（Mohammad Sardar Bakhyari)表示至少65人死亡。省政府消息指超過100名軍人身亡。何德表示「還有更多人被殺」，並指在醫院中看到35名士兵的遺體，更宣稱政府有意隱瞞死亡數字。另一省議員卡雲拿·修頓利（Khawanin Sultani）表示襲擊造成超過70人受傷。 塔利班發言人薩比拉·馬賈希德（Zabiullah Mujahid）宣稱190人被殺。

## 回應
- 阿富汗：總統阿什拉夫·加尼·艾哈迈德扎伊的辦公室形容襲擊者是「全國公敵」，「他們殺了和傷了我們一些深愛的誠實孩子」。
- 伊朗：伊朗外交部的一名代表巴赫拉姆·加赦邁（Bahram Ghasemi）譴責襲擊並向死難者家屬表達慰問[11]。
- 巴基斯坦：总理伊姆蘭·汗向死傷者家屬表達哀悼[12]。
- 土耳其：總統雷杰普·塔伊普·埃尔多安譴責襲擊並向阿富汗總統表達哀悼。
- 美国：美國駐喀布爾大使館（英语：Embassy of the United States, Kabul）譴責襲擊並表示「美國與阿富汗人民站在同一陣線，一同尋求和平未來並結束暴力」[13]。

## 後續
1月23日，國家安全局表示襲擊的組織者和另外7名武裝分子在空襲中身亡，但塔利班否認報道且表示是阿富汗的「政治宣傳」。省議會主席阿赫塔爾·穆罕默德·塔希理（Akhtar Mohammad Tahiri）表示政府的確進行空襲行動，但誤殺4名平民。